# Holger Haag
Holger Haag (* 21. März 1938 in Heidelberg; † 11. November 2014 ebenda) war ein deutscher Landschaftsarchitekt und Hochschullehrer.

## Leben
Holger Haag absolvierte nach seinem Abitur an einem altsprachlichen Gymnasium eine Gärtnerlehre in der Heidelberger Stadtgärtnerei. Von 1959 bis 1965 studierte er Landespflege an der Technischen Hochschule Hannover. Von 1966 bis 1970 war er wissenschaftlicher Assistent am Institut für Grünplanung und Gartenarchitektur bei Werner Lendholt.
1970 machte er sein eigenes Büro als Landschaftsarchitekt in Langenhagen auf. 1980 erhielt er einen Ruf auf die Professur im Lehrgebiet „Freiraum-Planung“ an der Universität-Gesamthochschule Paderborn.
Haag engagierte sich seit 1970 im BDGA, dem späteren Bund Deutscher Landschaftsarchitekten BDLA. 1983 wurde er Vorstandsmitglied im BDLA. Von 1989 bis 1995 war er als Nachfolger von Arno Sighart Schmid Präsident des BDLA.
Er war Vorstandsmitglied der Architektenkammer Niedersachsen und des Bund für Umwelt und Naturschutz Deutschland BUND in Niedersachsen. Er war Beiratsmitglied des Niedersächsischen Heimatbundes.
Darüber hinaus engagierte er sich für Menschen ohne festen Wohnsitz und war von 2002 bis 2005 Vorsitzender der OBDACH e.V. in Heidelberg.